# Universo de filmes animados da DC Comics
O Universo de Filmes de Animação da DC Comics (UFADC) é uma franquia de mídia americana e um universo compartilhado, centrado em uma série de filmes de super-heróis, produzidos pela Warner Bros. Animation e DC Entertainment e distribuídos pela Warner Home Video. Os filmes fazem parte da linha de filmes originais animados do Universo DC, baseados nas histórias em quadrinhos publicadas pela DC Comics, e apresentam elementos de enredos inspirados na continuidade dos Novos 52.
A continuidade, estabelecida através do cruzamento de elementos comuns da trama, cenários, elenco e personagens, foi introduzida em Liga da Justiça: Ponto de Ignição, lançado em 2013. As sequências de Ponto de Ignição, O Filho do Batman e Liga da Justiça Sombria coexistem com essa continuidade.
Até 2024, vinte e seis filmes foram distribuídos em duas grandes.

## Filmes
| Novos 52 (2013-2020)                                   | Novos 52 (2013-2020)    | Novos 52 (2013-2020)          | Novos 52 (2013-2020)                        | Novos 52 (2013-2020)                        | Novos 52 (2013-2020)                     |
| Filme                                                  | Data de lançamento      | Diretor(es)                   | Roteirista(s)                               | História(s)                                 | Produtor(es)                             |
| ------------------------------------------------------ | ----------------------- | ----------------------------- | ------------------------------------------- | ------------------------------------------- | ---------------------------------------- |
| Justice League: The Flashpoint Paradox                 | 30 de julho de 2013     | Jay Oliva                     | Jim Krieg                                   | Jim Krieg                                   | James Tucker                             |
| Justice League: War                                    | 04 de fevereiro de 2014 | Jay Oliva                     | Heath Corson                                | Heath Corson                                | James Tucker                             |
| Son of Batman                                          | 22 de abril de 2014     | Ethan Spaulding               | Ethan Spaulding                             | Joe R. Lansdale                             | James Tucker                             |
| Justice League: Throne of Atlantis                     | 13 de janeiro de 2015   | Ethan Spaulding               | Heath Corson                                | James Robinson                              | James Tucker                             |
| Batman vs. Robin                                       | 07 de abril de 2015     | Jay Oliva                     | J. M. DeMatteis                             | J. M. DeMatteis                             | James Tucker                             |
| Batman: Bad Blood                                      | 20 de janeiro de 2016   | Jay Oliva                     | J. M. DeMatteis                             | J. M. DeMatteis                             | James Tucker                             |
| Justice League vs. Teen Titans                         | 29 de março de 2016     | Sam Liu                       | Bryan Q. Miller e Alan Burnett              | Bryan Q. Miller                             | James Tucker                             |
| Justice League Dark                                    | 24 de janeiro de 2017   | Jay Oliva                     | Ernie Altbacker                             | J. M. DeMatteis e Ernie Altbacker           | James Tucker                             |
| Teen Titans: The Judas Contract                        | 04 de abril de 2017     | Sam Liu                       | Ernie Altbacker                             | Ernie Altbacker                             | James Tucker                             |
| Suicide Squad: Hell to Pay                             | 27 de março de 2018     | Sam Liu                       | Alan Burnett                                | Alan Burnett                                | Sam Liu                                  |
| The Death of Superman                                  | 24 de julho de 2018     | Sam Liu e James Tucker        | Peter J. Tomasi                             | Peter J. Tomasi                             | Sam Liu e Amy McKenna                    |
| Constantine: City of Demons                            | 09 de outubro de 2018   | Doug Murphy                   | J. M. DeMatteis                             | J. M. DeMatteis                             | Butch Lukic                              |
| Reign of the Supermen                                  | 29 de janeiro de 2019   | Sam Liu                       | Tim Sheridan e Jim Krieg                    | Tim Sheridan e Jim Krieg                    | James Tucker                             |
| Batman: Hush                                           | 20 de julho de 2019     | Justin Copeland               | Ernie Altbacker                             | Ernie Altbacker                             | Amy McKenna                              |
| Wonder Woman: Bloodlines                               | 05 de outubro de 2019   | Sam Liu e Justin Copeland     | Mairghread Scott                            | William Moulton Marston e H. G. Peter       | Sam Liu e Amy McKenna                    |
| Justice League Dark: Apokolips War                     | 05 de maio de 2020      | Matt Peters e Christina Sotta | Mairghread Scott                            | Christina Sotta e Ernie Altbacker           | James Tucker                             |
| Tomorrowverse (2020-2024)                              |                         |                               |                                             |                                             |                                          |
| Filme                                                  | Data de lançamento      | Diretor(es)                   | Roteirista(s)                               | História(s)                                 | Produtor(es)                             |
| Superman: Man of Tomorrow                              | 23 de agosto de 2020    | Chris Palmer                  | Tim Sheridan                                | Tim Sheridan                                | Jim Krieg Kimberly S. Moreau             |
| Justice Society: World War II                          | 27 de abril de 2021     | Jeff Wamester                 | Jeremy Adams Meghan Fitzmartin              | Jeremy Adams Meghan Fitzmartin              | Jim Krieg Kimberly S. Moreau             |
| Batman: The Long Halloween – Part One                  | 22 de julho de 2021     | Chris Palmer                  | Tim Sheridan                                | Tim Sheridan                                | Jim Krieg Kimberly S. Moreau             |
| Batman: The Long Halloween – Part Two                  | 27 de julho de 2021     | Chris Palmer                  | Tim Sheridan                                | Tim Sheridan                                | Jim Krieg Kimberly S. Moreau             |
| Green Lantern: Beware My Power                         | 25 de julho de 2022     | Jeff Wamester                 | Ernie Altbacker John Semper                 | Ernie Altbacker John Semper                 | Jim Krieg Sam Register                   |
| Legion of Super-Heroes                                 | 7 de fevereiro de 2023  | Jeff Wamester                 | Josie Campbell                              | Josie Campbell                              | Jim Krieg Butch Lukic Kimberly S. Moreau |
| Justice League: Warworld                               | 25 de julho de 2023     | Jeff Wamester                 | Jeremy Adams Ernie Altbacker Josie Campbell | Jeremy Adams Ernie Altbacker Josie Campbell | Jim Krieg Kimberly S. Moreau             |
| Justice League: Crisis on Infinite Earths – Part One   | 9 de janeiro de 2024    | Jeff Wamester                 | Jim Krieg                                   | Jim Krieg                                   | Jim Krieg Kimberly S. Moreau             |
| Justice League: Crisis on Infinite Earths – Part Two   | 23 de abril de 2024     | Jeff Wamester                 | Jim Krieg                                   | Jim Krieg                                   | Jim Krieg Kimberly S. Moreau             |
| Justice League: Crisis on Infinite Earths – Part Three | 16 de julho de 2024     | Jeff Wamester                 | Jim Krieg                                   | Jim Krieg                                   | Jim Krieg Kimberly S. Moreau             |

### Fase 1: Novos 52(2013-2020)

#### Justice League: The Flashpoint Paradox(2013)
No primeiro filme do Universo de Animação, Barry Allen acorda em uma linha do tempo alternativa, mais tarde conhecida como Flashpoint, onde ele não é o Flash e conhece Thomas Wayne, que é o Batman da linha do tempo. Enquanto ele trabalha para restaurar sua antiga linha do tempo, Barry também deve lutar com o Professor Zoom, que parece estar por trás de tudo.
O filme foi lançado em DVD e Blu-Ray em 30 de julho de 2013 e é baseado na série de quadrinhos "Flashpoint" de Geoff Johns.

#### Justice League: War(2014)
Durante uma investigação em Gotham City, Bruce Wayne / Batman encontra Hal Jordan / Lanterna Verde que, juntos, descobrem uma Caixa Mãe que pede a Clark Kent / Superman para atacar a dupla. Mais tarde, eles encontram Diana Prince / Mulher Maravilha, Barry Allen / Flash, Victor Stone / Cyborg e Billy Batson / Shazam para se unir e enfrentar a ameaça de Darkseid.
Liga da Justiça: Guerra foi lançado em 21 de janeiro de 2014, sendo baseado na história Liga da Justiça: Origem de Geoff Johns e Jim Lee. 

#### Son of Batman(2014)
O Filho do Batman foi lançado em 22 de abril de 2014, sendo uma adaptação da história Batman e Filho de Grant Morrison e Andy Kubert. O filme mostra Batman conhecendo o seu filho Damian Wayne, e enquanto ele tenta se relacionar com ele, os dois tem que juntos enfrentar o Exterminador, que quer matar Damian e assumir o lugar de Ra's Al Ghul na Liga dos Assassinos.

#### Justice League: Throne of Atlantis(2015)
Quando os guerreiros atlantes atacam uma tripulação submarina, Arthur Curry / Aquaman deve se unir à Liga da Justiça para impedir seu irmão, Orm Marius / Mestre do oceano, responsável pelo ataque, e que também planeja roubar o trono de Atlântida para si mesmo, a fim de causar um guerra contra a superfície.
Sequência de Liga da Justiça: Guerra, Liga da Justiça: O Trono de Atlântida foi lançado em 13 de janeiro de 2015 e é baseado na mesma história em quadrinhos de Geoff Johns e Ivan Reis.

#### Batman vs. Robin(2015)
Sequência de O Filho do Batman, Batman vs. Robin foi lançado em 7 de abril de 2015 e traz a Corte das Corujas como os vilões. Na trama Damian conhece o Garra, um serviçal da organização conhecida como Corte das Corujas cujo modus operandi é semelhante ao da Liga dos Assassinos, o que faz com que Damian se deixa levar pela influência do Garra. Tal atitude faz Damian entrar em conflito com seu pai.

#### Batman: Bad Blood(2016)
Sequência de Batman vs. Robin, Batman: Sangue Ruim foi lançado em 20 de janeiro de 2016 e apresenta uma história original. Na trama, após Bruce Wayne desaparecer, Dick Grayson, o Asa Noturna, decide se tornar o Batman temporariamente. Ele, Damian e os novos aliados Batwoman e Batwing irão se unir para deter uma nova ameaça que está surgindo e salvar Bruce.

#### Justice League vs. Teen Titans(2016)
Sequência de Liga da Justiça: O Trono de Atlântida e situado após os eventos de Batman: Sangue Ruim, Liga da Justiça vs. Jovens Titãs estreou na WonderCon, em Los Angeles, no dia 26 de Março de 2016 e introduz os Jovens Titãs. Na trama, após fracassar em uma missão com a Liga da Justiça, Damian é enviado para os Jovens Titãs para aprender a como a trabalhar em equipe. Enquanto ele é treinado pelo grupo, o demônio Trigon domina a Liga da Justiça e pretende dominar o mundo também, e agora a única esperança são os Jovens Titãs.

#### Justice League Dark(2017)
Sendo uma adaptação dos quadrinhos de Liga Justiça Dark, a trama mostra Batman reunindo John Constantine, Zatanna e Desafiador para juntos deterem uma invasão sobrenatural.
Liga da Justiça Sombria foi lançado digitalmente no dia 24 de janeiro de 2017 e, em DVD e Blu-ray em 7 de fevereiro de 2017. 

#### Teen Titans: The Judas Contract(2017)
Os Titãs ganham um novo membro da equipe, Terra, que parece ter segundas intenções ao enfrentar o mercenário, Slade Wilson / Exterminador, e um culto terrorista liderado pelo Irmão Sangue. É baseado na história em quadrinhos O Contrato de Judas.
Teve sua estreia mundial na WonderCon em 31 de março de 2017. O filme foi lançado por download digital em 4 de abril de 2017 e em mídias físicas em 18 de abril de 2017 pela Warner Home Video.

#### Suicide Squad: Hell to Pay(2018)
Primeiro filme do Esquadrão Suicida, Esquadrão Suicida: Acerto de Contas, situado neste universo e traz uma história original. Na trama, após descobrir que irá morrer, Amanda Waller envia o Esquadrão Suicida em uma missão para obter um artefato que irá salvar a vida dela, mas enquanto o Esquadrão está em busca desse artefato, Vandal Savage e Eobard Thawne também estão.
O filme foi lançado digitalmente em 27 de março de 2018 e lançado em DVD e Blu-ray em 10 de abril de 2018.

#### The Death of Superman(2018)
A Morte do Superman é a adaptação da história de mesmo nome. A história já havia sido adaptada para uma animação no passado, mas altamente alterada e sem fidelidade em Superman: Doomsday. Esse filme traz para o cânone do universo compartilhado essa clássica história de forma mais fiel e dramática. É o primeiro filme solo do Superman ambientado nesse universo.
Estreou na San Diego Comic-Con International em 20 de julho de 2018 e foi lançado diretamente em vídeo em 7 de agosto de 2018, distribuído pela Warner Bros. Home Entertainment, em DVD, Blu-ray e nas plataformas de distribuição digital em 24 de julho de 2018.

#### Constantine: City of Demons(2018)
Constantine: City of Demons é uma série animada da CW Seed, a sequência direta da série live action anterior Constantine. Mais tarde foi adaptada para um filme animado, para que assim integrasse o universo compartilhado das animações da DC, onde seu protagonista já havia sido apresentado na animação Liga da Justiça Sombria ao lado de heróis como Batman, Zatanna, Monstro do Pântano e outros.

#### Reign of the Supermen(2019)
Em Reign of the Supermen, seis meses após a morte de Superman, o mundo é apresentado a Superboy, Aço, o Erradicador e Cyborg Superman lutando para reivindicar o título de Superman.
Reign of the Supermen é a segunda parte de um filme de duas partes que começou com The Death of Superman e foi lançado em janeiro de 2019.
O filme teve um lançamento limitado em cinemas da Fathom Events em 13 de janeiro de 2019, e para digital e Blu-ray em 15 de janeiro de 2019.

#### Batman: Hush(2019)
Quarto filme solo do Batman que adapta o arco das HQs Batman: Silêncio. Um misterioso criminoso conhecido como Silêncio está determinado a destruir tanto a carreira de combate ao crime quanto a vida pessoal de Batman, que já foi complicada por um relacionamento com a Mulher-Gato.
O filme foi lançado em plataformas digitais em 20 de julho de 2019. Foi lançado em Blu-ray, Blu-ray e DVD UHD 4K em 6 de agosto de 2019.

#### Wonder Woman: Bloodlines(2019)
Em seu primeiro filme solo, a Mulher Maravilha enfrenta inimigos do passado que formam a infame Corporação Vilania. 
O filme foi lançado em plataformas digitais em 5 de outubro de 2019 e foi lançado em 4K Ultra HD e Blu-ray em 22 de outubro de 2019.

#### Justice League Dark: Apokolips War(2020)
Em Justice League Dark: Apokolips War, a Liga da Justiça se une à Liga da Justiça Sombria, aos Jovens Titãs e ao Esquadrão Suicida em uma batalha final contra Darkseid para salvar a Terra.
O lançamento foi lançado para plataformas digitais em 5 de maio e em DVD 4K / Blu-Ray em 19 de maio de 2020.

### Fase 2: Tomorrowverse(2020-2024)

#### Superman: Man of Tomorrow(2020)
O filme retrata os primeiros dias da carreira de Clark Kent como o super-herói Superman.

#### Justice Society: World War II(2021)
Ele conta uma história original do Flash voltando no tempo para a Segunda Guerra Mundial, onde ele conhece a Sociedade da Justiça da América e os ajuda a frustrar a ameaça dos nazistas e do Conselheiro.

#### Batman: The Long Halloween(2021)
Em ambas as partes do filme, Batman tenta desvendar o mistério dos assassinatos cometidos em feriados ao longo do ano e descobrir a verdadeira identidade do assassino em série Holiday.
A Parte 1 foi lançada em 27 de junho de 2021, e a Parte 2 em 27 de julho do mesmo ano. Uma edição deluxe combinando os dois filmes foi lançada em 20 de setembro de 2022.

#### Green Lantern: Beware My Power(2022)
No filme, o veterano da Marinha John Stewart é escolhido para se tornar um membro da Tropa dos Lanternas Verdes após a aparente morte de Hal Jordan , levando Stewart a ser pego no meio de uma guerra Ranniana-Thanagariana, e auxiliado pelomembro da Liga da Justiça, Arqueiro Verde, o herói Ranniano Adam Strange e a guerreira Thanagariana Shayera Hol.
O filme contém elementos (como Parallax tomando conta de Hal Jordan) de várias histórias da DC Comics, incluindo a história de 1994 "Emerald Twilight", escrita por Ron Marz , a história de 1995 "Hora Zero: Crise no Tempo!", escrita por Dan Jurgens , e a história de 2005 "Guerra Rann-Thanagar", escrita por Dave Gibbons.

#### Legion of Super-Heroes(2023)
O filme segue Kara Zor-El / Supergirl enquanto ela treina ao lado dos membros da Legião dos Super-Heróis do século 31 e luta contra a organização terrorista conhecida como Círculo Negro.

#### Justice League: Warworld (2023)
No filme, a Liga da Justiça se une para libertar o mundo dos gladiadores de Warworld.

#### Justice League: Crisis on Infinite Earths(2024)
Liga da Justiça: Crise nas Infinitas Terras – Parte Um foi lançado em 9 de janeiro de 2024, com críticas positivas. A Parte Dois foi lançada em 23 de abril e a Parte Três foi lançada em 16 de julho, ambas com críticas negativas.
Os filmes foram dedicados ao quadrinista George Pérez, que morreu em 6 de maio de 2022, e ao veterano ator do Batman, Kevin Conroy, que morreu no mesmo ano, em 10 de novembro.

## Elenco e personagens recorrentes

### Fase 1: Novos 52
|                  | Filmes                                 | Filmes              | Filmes        | Filmes                             | Filmes                                         | Filmes            | Filmes                         | Filmes              | Filmes                          | Filmes                     | Filmes                | Filmes                      | Filmes                | Filmes          | Filmes                   | Filmes                             |
| Personagem       | Justice League: The Flashpoint Paradox | Justice League: War | Son of Batman | Justice League: Throne of Atlantis | Batman vs. Robin                               | Batman: Bad Blood | Justice League vs. Teen Titans | Justice League Dark | Teen Titans: The Judas Contract | Suicide Squad: Hell to Pay | The Death of Superman | Constantine: City of Demons | Reign of the Supermen | Batman: Hush    | Wonder Woman: Bloodlines | Justice League Dark: Apokolips War |
| ---------------- | -------------------------------------- | ------------------- | ------------- | ---------------------------------- | ---------------------------------------------- | ----------------- | ------------------------------ | ------------------- | ------------------------------- | -------------------------- | --------------------- | --------------------------- | --------------------- | --------------- | ------------------------ | ---------------------------------- |
| Superman         | Sam Daly                               | Alan Tudyk          |               | Jerry O'Connell                    |                                                |                   | Jerry O'Connell                | Jerry O'Connell     |                                 |                            | Jerry O'Connell       |                             | Jerry O'Connell       | Jerry O'Connell |                          | Jerry O'Connell                    |
| Batman           | Kevin McKidd Thomas Wayne Kevin Conroy | Jason O'Mara        | Jason O'Mara  | Jason O'Mara                       | Jason O'Mara Griffin Gluck Bruce Wayne (jovem) | Jason O'Mara      | Jason O'Mara                   | Jason O'Mara        |                                 |                            | Jason O'Mara          |                             | Jason O'Mara          | Jason O'Mara    |                          | Jason O'Mara                       |
| Mulher-Maravilha | Vanessa Marshall                       | Michelle Monaghan   |               | Rosario Dawson                     |                                                |                   | Rosario Dawson                 | Rosario Dawson      |                                 |                            | Rosario Dawson        |                             | Rosario Dawson        | Rosario Dawson  | Rosario Dawson           | Rosario Dawson                     |
| Flash            | Justin Chambers                        | Christopher Gorham  |               | Christopher Gorham                 |                                                |                   | Christopher Gorham             |                     |                                 |                            | Christopher Gorham    |                             | Christopher Gorham    |                 |                          | Christopher Gorham                 |
| Cyborg           | Michael B. Jordan                      | Shemar Moore        |               | Shemar Moore                       |                                                |                   | Shemar Moore                   |                     |                                 |                            | Shemar Moore          |                             | Shemar Moore          |                 |                          | Shemar Moore                       |
| Aquaman          | Cary Elwes                             |                     |               | Matt Lanter                        |                                                |                   |                                |                     |                                 |                            | Matt Lanter           |                             |                       |                 |                          |                                    |
| Robin            |                                        |                     | Stuart Allan  |                                    | Stuart Allan                                   | Stuart Allan      | Stuart Allan                   |                     | Stuart Allan                    |                            |                       |                             |                       | Stuart Allan    |                          |                                    |

### Fase 2: Tomorrowverse
|                  | Filmes                    | Filmes                        | Filmes                                | Filmes                                | Filmes                         | Filmes                 | Filmes                   | Filmes                                               | Filmes                                               | Filmes                                                 |
| Personagem       | Superman: Man of Tomorrow | Justice Society: World War II | Batman: The Long Halloween – Part One | Batman: The Long Halloween – Part Two | Green Lantern: Beware My Power | Legion of Super-Heroes | Justice League: Warworld | Justice League: Crisis on Infinite Earths – Part One | Justice League: Crisis on Infinite Earths – Part Two | Justice League: Crisis on Infinite Earths – Part Three |
| ---------------- | ------------------------- | ----------------------------- | ------------------------------------- | ------------------------------------- | ------------------------------ | ---------------------- | ------------------------ | ---------------------------------------------------- | ---------------------------------------------------- | ------------------------------------------------------ |
| Superman         | Darren Criss              | Darren Criss                  |                                       |                                       |                                | Darren Criss           | Darren Criss             | Darren Criss                                         | Darren Criss                                         | Darren Criss                                           |
| Batman           |                           |                               | Jensen Ackles Zach Callison           | Jensen Ackles Zach Callison           |                                | Jensen Ackles          | Jensen Ackles            | Jensen Ackles Will Friedle Kevin Conroy              | Jensen Ackles Will Friedle Kevin Conroy              | Jensen Ackles Will Friedle Kevin Conroy                |
| Mulher-Maravilha |                           | Stana Katic                   |                                       |                                       |                                |                        |                          | Stana Katic                                          | Stana Katic                                          | Stana Katic                                            |
| Flash            |                           | Matt Bomer Armen Taylor       | Matt Bomer                            |                                       |                                |                        |                          | Matt Bomer Armen Taylor                              | Matt Bomer Armen Taylor                              | Matt Bomer Armen Taylor                                |
| Cyborg           |                           | Shemar Moore                  |                                       |                                       |                                |                        |                          |                                                      |                                                      |                                                        |
| Aquaman          |                           | Liam McIntyre                 |                                       |                                       |                                |                        |                          | Liam McIntyre                                        | Liam McIntyre                                        | Liam McIntyre                                          |
| Lanterna Verde   |                           |                               |                                       |                                       | Aldis Hodge                    |                        |                          | Aldis Hodge Nolan North                              | Aldis Hodge Nolan North                              | Aldis Hodge Nolan North                                |
| Robin            |                           |                               | Stuart Allan                          |                                       |                                |                        |                          | Zach Callison                                        | Zach Callison                                        | Zach Callison                                          |